# Nederlands Tijdschrift voor Geneeskunde
Nederlands Tijdschrift voor Geneeskunde (NTvG) is een Nederlandstalig, algemeen medisch tijdschrift dat wordt uitgegeven door de onafhankelijke Vereniging Nederlands Tijdschrift voor Geneeskunde. Het NTvG stelt zichzelf ten doel de meest recente ontwikkelingen in de medische wetenschap te duiden en door erkende vakgenoten van commentaar te laten voorzien. Naast peer-reviewed onderzoek van eigen bodem publiceert het besprekingen van artikelen uit de internationale literatuur en stukken die de stand van zaken op een bepaald terrein weergeven. Het eerste nummer van NTvG verscheen in 1857. Daarmee is het een van de oudste nog bestaande tijdschriften in Nederland, en ook een van de oudste medische tijdschriften ter wereld.

## Geschiedenis

### Oprichting
Het initiatief tot de oprichting van het NTvG werd in 1856 genomen door de Nederlandsche Maatschappij tot bevordering der Geneeskunst (NMG, tegenwoordig KNMG). Reden was de onvrede over de toenmalige geneeskundige journalistiek in Nederland; die was volgens velen te versnipperd om goed in de behoefte van de lezers te voorzien. Om meer eenheid in de geneeskundige journalistiek te brengen, bundelden leden van de redacties van Het Tijdschrift der Maatschappij, Het Practisch Tijdschrift voor Geneeskunde, het Repertorium, het Nederlandsch Tijdschrift voor Geregtelijke Geneeskunde en Psychiatrie en Het Nederlandsch Weekblad voor Geneeskundigen hun krachten in het NTvG.
Het eerste nummer van NTvG verscheen in januari 1857. In dit nummer beschreef de 28-koppige redactie de doelstellingen als volgt: ‘(…) den wetenschappelijken band tusschen de geneeskundigen van ons vaderland naauwer toehalen, de wetenschappelijke belangen der geneeskunstoefenaren op waardige wijze behartigen en de Nederlandsche geneeskundige wetenschap en kunst daadkrachtig bevorderen en uitbreiden’.

### Orgaan van de NMG
Het tijdschrift vormde tevens het orgaan van de NMG (tegenwoordig KNMG). Dit werd vermeld op het titelblad van NTvG. Ook kreeg de NMG een apart gedeelte in het tijdschrift voor praktische mededelingen, verslagen en stukken van lokale afdelingen. In ruil hiervoor kreeg het tijdschrift een financiële vergoeding van de NMG. Ondanks de banden met de NMG werkte de redactie van NTvG vanaf het begin volledig zelfstandig en was het tijdschrift financieel autonoom. Deze constructie zorgde van meet af aan voor verwarring en conflicten over bijvoorbeeld financiën, vormgeving en inhoud van het tijdschrift.

### Oorlogsjaren
De Tweede Wereldoorlog maakte een eind aan de band tussen NTvG en NMG. Toen de Duitse bezetter meer invloed eiste in de NMG, zegden veel artsen namelijk hun lidmaatschap van deze organisatie op om zich te verenigen in de verzetsorganisatie Medisch Contact. Niet veel later werd de NMG opgeheven door de bezetters en vervangen door de Artsenkamer. Het NTvG ging tijdens deze periode door met publiceren, wat ertoe leidde dat hoofdredacteur G.A. van Rijnberk na de bevrijding door Medisch Contact werd beschuldigd van collaboratie. Hier zijn echter geen bewijzen voor gevonden.
Toen de NMG na de oorlog werd heropgericht, wenste ze niet meer met NTvG samen te werken en koos ze Medisch Contact als officieel orgaan. Het NTvG ging hierop verder als een zelfstandig tijdschrift.

### Naoorlogse periode
In de decennia na de Tweede Wereldoorlog ontwikkelden de Vereniging en het tijdschrift zich tot een gezelschap van deskundigen die niet alleen keken naar de vragen binnen de eigen beroepsgroep, maar ook naar de bredere vragen die geneeskunde in de samenleving opriep. Naast het uitgeven van het succesvolle tijdschrift werden er verschillende activiteiten georganiseerd om de geneeskundige kennis in Nederland te bevorderen.

### Internationale positie
Het eerste nummer van het NTvG verscheen in 1857. Daarmee is het NTvG een van de oudste medische tijdschriften ter wereld. Alleen The New England Journal of Medicine (1812), The Lancet (1823), Ugeskrift for Laeger (1839) en het British Medical Journal (1840) zijn eerder opgericht.
Het NTvG was een van de tijdschriften die in 1978 betrokken waren bij de oprichting van de Vancouver Group, het latere International Committee of Medical Journal Editors. Het tijdschrift werkt sindsdien ook volgens de richtlijnen van het ICMJE.

## Inhoud
Vanaf de eerste jaren was het tijdschrift gevuld met rubrieken als hoofdartikelen, wetenschappelijke referaten, overzichten van weekbladen, geneeskundige verhandelingen, casuïstische mededelingen, verslagen van verenigingen en de berichten van de NMG. In de loop der tijd zijn verschillende nieuwe rubrieken verschenen en soms weer verdwenen.

### Rubrieken
In 1921 werd de rubriek ‘Arts en samenleving’ geïntroduceerd. Hierin werden bijvoorbeeld stukken geplaatst over voordrachten van medici voor een niet-medisch publiek. Deze rubriek was een reactie op de vraag om meer sociaal-geneeskundige onderwerpen in het tijdschrift.
Ook in 1921 werd op initiatief van Van Rijnberk de rubriek ‘Geschiedenis der Geneeskunde’ ingevoerd. Jaarlijks werden de artikelen uit deze rubriek gebundeld en vervolgens gepubliceerd als Bijdragen tot de Geschiedenis der geneeskunde. In 1966 kwam er een eind aan deze reeks, waarna artikelen met een medisch-historisch perspectief minder vaak verschenen. In 2006 verscheen Bijdragen tot de Geschiedenis der geneeskunde 1966-2006, een selectie van de 227 medisch-historische artikelen die na het opheffen van de rubriek in NTvG waren verschenen.
In 1927 werd tijdens de Algemene Vergadering besproken om de eerdere initiatieven voor de rubriek ‘Klinische Lessen’ weer op te pakken. Hoewel de rubriek het voor sommige lezers te wetenschappelijk en specialistisch was, werd ze een succes.
In 1952 werd de rubriek ‘Capita Selecta’ ingevoerd. In 1953 gingen de rubrieken ‘Actuele vraagstukken’ en ‘Therapie’ hierin over.
In 1966 introduceerde hoofdredacteur Prakken de rubriek ‘Medische opleiding’. Dit als reactie op de veranderingen die toentertijd in het medisch onderwijs plaatsvonden.

### Het tijdschrift anno nu
Tegenwoordig richt het tijdschrift zich vooral op actuele ontwikkelingen in de geneeskunde met rubrieken die aandacht geven aan de continue educatie van artsen, het belang van breed opgeleide artsen en samenwerking en het tegengaan van overbehandeling en onnodige medicalisering.
Sinds 2007 is NTvG een web-first-tijdschrift. Ook niet-abonnees kunnen op de NTvG-website via 'gratis proberen' recente artikelen raadplegen. Op de site staan alle sinds 1857 in NTvG verschenen artikelen.
In 2023 heeft het NTvG een AI-tool gelanceerd; 'Ask NTVG'. Hiermee kunnen artsen vragen stellen die vervolgens een kort antwoord kunnen verwachten, met bronvermelding van de betreffende NTVG-artikelen.

### Databases
Artikelen gepubliceerd in NTvG vanaf 1965 zijn geïndexeerd in de database Medline. Ook is het tijdschrift te vinden in Embase.

## De Vereniging
In de eerste jaren na de oprichting van het tijdschrift bleek dat de werkwijze van de redactie minder goed functioneerde dan verwacht. Daarom vond er in 1861 een reorganisatie plaats. Hierbij werd de ‘Vereeniging van redacteuren’ opgericht en werden de dagelijkse redactiewerkzaamheden in handen gelegd van een ‘Comité van Redactie’, dat bestond uit zeven leden van deze ‘Vereeniging van Redacteuren’. De overige leden van de Vereniging hielden zich bezig met het beoordelen van de wetenschappelijke bijdragen. In 1900 kreeg deze Vereniging voor het eerst statuten.
Na de oprichting van de Vereniging was er steeds een grote overlap tussen de redactie van het tijdschrift en het bestuur van de Vereniging. Vanaf de jaren 1960 kwam er echter kritiek op deze ‘verouderde’ organisatievorm en ontstond er meer behoefte aan een scheiding tussen redactie en bestuur. Deze afstand is de afgelopen decennia door nieuwe statuutwijzigingen gerealiseerd. Daardoor is er in de huidige organisatie geen overlap meer tussen de hoofdredactie en het bestuur.

### Hoofdredacteuren
Vanaf het eerste begin in 1857 werd de eindverantwoordelijke voor het NTvG aangeduid als ‘redacteur-gérant’. Halverwege de twintigste eeuw raakte deze benoeming in onbruik en vanaf de aanstelling van Willem Kouwenaar in 1950 gebruikte men de term ‘beherend redacteur’. Sinds de aanstelling van Leonard Barend Willem Jongkees in 1971 wordt er gesproken over de voorzitter van de hoofdredactie of hoofdredacteur.
Statutair wordt een NTvG-hoofdredacteur steeds benoemd voor een periode van maximaal twee keer vier jaar. De hoofdredacteur blijft gedurende de benoemingsperiode ook werkzaam als arts of wetenschapper.
In 2015 kreeg het NTvG zijn eerste vrouwelijke hoofdredacteur, in de persoon van Yolanda van der Graaf (1952), tevens hoogleraar Klinische Epidemiologie aan het Universitair Medisch Centrum Utrecht. Zij zal in september 2020 worden opgevolgd door Marcel Olde Rikkert, tevens hoogleraar Geriatrie aan het Radboudumc.
Een overzicht van alle hoofdredacteuren is te vinden op de website van NTvG.

## Verzamelingen
Behalve met het uitgeven van het tijdschrift hield de Vereniging NTvG zich vanaf de jaren 1930 ook bezig met de aanleg van verschillende verzamelingen. Drijvende kracht hierachter was met name G.A. van Rijnberk, hoofdredacteur van 1913 tot 1947.

### Bibliotheek
Vanaf 1914 werd op initiatief van Van Rijnberk een collectie boeken en brochures aangelegd ten behoeve van de redactie. In 1928 telde de collectie al 1500 publicaties. In de decennia daarop bleef dit aantal gestaag groeien. Begin jaren tachtig omvatte de collectie meer dan 15.000 titels over uiteenlopende geneeskundige onderwerpen, van 16e-eeuwse exemplaren tot recente studies. In 2020 is een groot gedeelte van de boeken overgebracht naar het Trefpunt Medische Geschiedenis op Urk.

### Overige verzamelingen
Vanaf de jaren 1930 hield de Vereniging zich ook bezig met het verzamelen van diverse medische objecten, opnieuw op initiatief van Van Rijnberk. Een van de collecties die werd aangelegd was die van ex librissen van medici. Deze verzameling werd in 1950 in boekvorm gepubliceerd door Marie Constance Croockewit, secretaris van het NTvG. Het boek werd voorzien van een voorwoord van voormalig redacteur-gérant G. A. van Rijnberk en een inleiding door ex-libris-kenner Johan Schwencke. In 2020 is deze verzameling geschonken aan Rijksmuseum Boerhaave.
Ook werden vanaf de jaren 1930 een verzameling portretten van geneeskundigen, een postzegelverzameling, een collectie oude medische instrumenten en een uitgebreide verzameling medische penningen aangelegd. De portretten- en postzegelverzameling zijn eind twintigste eeuw afgestoten. De medische instrumenten zijn in 2020 overgebracht naar Rijksmuseum Boerhaave; pronkstuk was de verlostang van Albertus Titsing, die zou zijn gebruikt bij de geboorte van koning Willem I. De penningenverzameling is te zien op de website van NTvG.

## Redactiekantoor
Hoewel het NTvG al sinds 1857 werd uitgegeven, maakt het tijdschrift pas sinds 1900 melding van een adres; het huisadres van secretaris en later ook tweede beherend redacteur P. Muntendam in Amsterdam-Zuid. Hier vergaderde de redactie. In 1920 verhuisde Muntendam en moesten tijdschrift en vereniging op zoek naar een nieuw onderkomen. In de jaren hierop huisde het NTvG in verschillende huurpanden in Amsterdam-Zuid.
In 1936 werd besloten tot de aankoop van een eigen pand, Jan Luykenstraat 5 in Amsterdam-Zuid. In 1981-1982 had NTvG daar het kraakpand Lucky Luyk als buren. In 1990 betrok het NTvG de huidige locatie aan de Johannes Vermeerstraat 2 in Amsterdam, een groter en moderner pand.

## Donderspenning
De Donderspenning wordt uitgereikt aan leden die bijzonder verdienstelijk zijn geweest voor de Vereniging NTvG. De penning is vernoemd naar de Nederlandse oogarts F. C. Donders, die in 1888 ter ere van zijn zeventigste verjaardag een exemplaar ontving. In 1913 ontving aftredend redacteur-gérant Hendrik Burger als eerste verenigingslid de Donderspenning voor zijn bewezen diensten voor de Vereniging en het tijdschrift.

## Trivia
- Het archief van het Nederlands Tijdschrift voor Geneeskunde is sinds 2020 te raadplegen in het Noord-Hollands Archief in Haarlem.
- Tijdens het eeuwfeest van NTvG in 1957 kreeg de vereniging van de British Medical Association een voorzittershamer die is gemaakt van moerbeihout uit de tuin van Charles Dickens. Ook de nationale medische organisaties van onder andere de Verenigde Staten, Denemarken, Zuid-Afrika, Jamaica en Finland en de Russische Academie voor medische wetenschappen kregen zo’n hamer.
- In 2017 verscheen de roman Een kantoor op stand van Hans Veeken. Het verhaal is gebaseerd op Veeken's persoonlijke beleving van de dagelijkse omstandigheden op het kantoor van het NTvG in de periode 2004-2007. Veeken zat toen in de hoofdredactie van NTvG.